# Guillermo Arévalo
Guillermo Arévalo Valera (Pucallpa, 3 de noviembre de 1952) es un vegetalista, conferencista internacional y empresario peruano de  etnia shipiba-coniba. Su nombre en idioma shipibo es Kestenbetsa.

## Biografía
Guillermo Arévalo Valera nació en 1952 en Huanana, una comunidad shipiba cerca a la laguna de Yarinacocha, en las afueras de la ciudad de Pucallpa. Es el hijo del maestro Onaya Benito Arévalo Barbarán y María Valera Teco. A los siete años, es matriculado en una escuela misionera católica cercana a Puerto Inca, un pueblo ubicado en las márgenes del río Pachitea. Esto era una escuela de internado, y Guillermo vivió allí hasta que cumplió los 18 años. Cuándo términaron sus estudios escolares, sus padres lo presionaron para ir a Brasil a estudiar enfermería. Aun así, abandonó sus estudios al poco tiempo y regresó a Yarinacocha, donde aceptó una posición como enfermero en el Hospital Amazónico.
En el 2004 Arévalo fundó un centro de sanación cerca de la ciudad de Iquitos, co-administrándolo junto con su esposa, Sonia Chuquimbalqui, dirigido a turistas. El centro se llamó Espíritu de Anaconda. El 23 de noviembre de ese año falleció un turista francés en el centro. Luego del 2011, el centro cambio de nombre a Anaconda Cósmica.

### AMETRA
En 1982, Arévalo y Anders Hansson cofundaron una organización local llamada AMETRA (Aplicación de Medicina Tradicional), que buscaba, con fondos suecos, revivir las prácticas de la medicina tradicional del pueblo Shipibo-Conibo y buscar formas de incorporarlas al sistema de salud para las comunidades indígenas. Durante los años siguientes, AMETRA publicó varios artículos, y Arévalo y Hansson personalmente crearon o contribuyeron con algunos de ellos.
La practicidad de un enfoque de medicina integrativa atrajo la atención de dos federaciones regionales de pueblos indígenas: FECONAU (Federación de Comunidades Nativas del Ucayali y Afluentes) y FENAMAD (Federación Nativa del Río Madre de Dios y Afluentes), quienes buscaron aplicar las propuestas de AMETRA a través de la revisión de los planes de salud en propias regiones. A medida que la propuesta de AMETRA comenzó a fortalecerse y buscar posibles soluciones a través de alianzas, la financiación fluyó desde el Fondo Mundial para la Naturaleza, Rainforest Alliance, Pronaturaleza y varias organizaciones miembros de Amigos de la Tierra.

### Controversia
Guillermo ha sido acusado, pero nunca demostrado ni juzgado, de abuso de poder y de abusar sexualmente de una estudiante bajo los efectos de la ayahuasca. Según la mujer, Guillermo «me metió las manos en los pantalones. Y sentí una sensación de estar congelada. Me quedé allí con miedo y luego él metió las manos en mi camisa y palpó mis senos».

### Películas
Al igual que su padre Benito Arévalo, Guillermo también participó en proyectos documentales. Fue entrevistado para dos películas documentales sobre la ayahuasca: D'autres mondes (2004) y Enredadera del alma: Encuentros con Ayahuasca (2010). Jan Kounen, director de D'autres mondes, también le dio una rol secundario en su película del 2004, Blueberry (o Renegade, en inglés). Cuando le preguntaron sobre el impacto de su trabajo con Jan Kounen, Arévalo respondió: «significa que más y más personas serán conscientes sobre el chamanismo con ayahuasca, y eso está bien. Profesionalmente significa que más y más personas estarán interesadas en Guillermo, y me querrán conocer».

## Obras
- Hansson, Anders; Arévalo Valera, Guillermo (1985), Algunos aspectos de medicina tradicional en Ucayali, Serie Amazonía: Shipibo-Conibo No. 2, Lima: Proyecto AMETRA, Instituto Indigenista Peruano.
- Arevalo Valera, Guillermo (1986). «El ayahuasca y el curandero Shipibo-Conibo del Ucayali (Perú)». América indígena. Serie Amazonía: Shipibo-Conibo No. 2 (Lima: Proyecto AMETRA, Instituto Indigenista Peruano) 46 (1): 147-161.
- Arévalo Valera, Guillermo (1994), Las plantas medicinales y su beneficio en la salud Shipibo-Conibo, Lima: Ediciones AIDESEP, p. 354, OCLC 43145753.

### Filmografía
- Jan Kounen (director) (2004). D'autres mondes (Los otros mundos). Francia: A.J.O.Z. Films.  Escena en 90 minutos. Consultado el 10 de abril de 2017.
- Jan Kounen (director) (2004). Blueberry, l'expérience secrète (Blueberry, la experiencia secreta). Francia: A.J.O.Z. Films.  Escena en 124 minutos. Consultado el 10 de abril de 2017.
- Richard Meech (director) (2010). Ayahuasca: Vine of the Soul (Enredadera del alma: Encuentros con Ayahuasca). Canadá: Meech Grant Productions.  Escena en 52 minutos. Consultado el 10 de abril de 2017.